# سرهی تکاچ

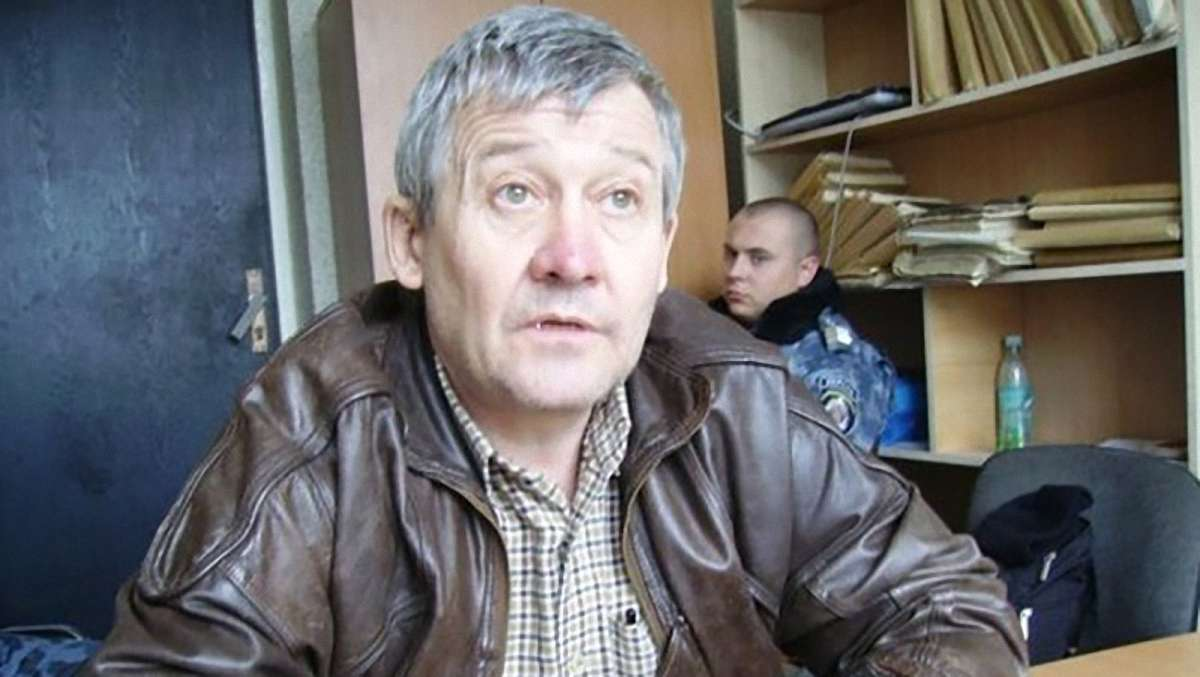
نگاره‌ای از سرهی تکاچ، قاتل زنجیره‌ای روس‌تبار

سرهی فیدوروویچ تکاچ (اوکراینی: Сергій Федорович Ткач، روسی: Серге́й Фёдорович Ткач ; ۱۵ سپتامبر ۱۹۵۲–۴ نوامبر ۲۰۱۸)، که با نام سرهی تکاچ نیز شهرت داشت، افسر پلیس و قاتل زنجیره‌ای روس بود که به دلیل قتل سی و هفت زن و دختر در اتحاد جماهیر شوروی و اوکراین بین سال‌های ۱۹۸۰ تا ۲۰۰۵ محکوم شد.

## زمینه
سرهی تکاچ در ۱۵ سپتامبر ۱۹۵۲ در کیسلیوفسک، استان کمروو، اتحاد جماهیر شوروی روسیه به دنیا آمد. او در ارتش شوروی خدمت می‌کرد و به گفتهٔ همسایگانش ادعا می‌کرد که از جانبازان جنگ شوروی و افغانستان بوده‌است. تکاچ به عنوان بازپرس پلیس در استان کمروو کار می‌کرد و از همان‌جا او را برای پذیرش در مدرسه وزارت امور داخلی توصیه کردند تا اینکه در حال جعل مدارک دستگیر و مجبور به استعفا شد. پس از آن، تکاچ قبل از نقل مکان به جمهوری شوروی سوسیالیستی اوکراین در سال ۱۹۸۲ مشاغل مختلف متعددی را انجام داد و همان‌جا دوباره به عنوان بازپرس پلیس در استان دنیپروپتروفسک شروع به کار کرد.

## قتل‌ها
در سال ۱۹۸۴، زنان و دختران جوان به‌طور قابل توجهی در سراسر استان دنیپروپتروفسک، استان خارکیف، استان زاپوریژژیا و کریمه در شرق اوکراین، نزدیک محل زندگی و کار تکاچ، ناپدید شدند. او قربانیان زن ۸ تا ۱۸ ساله را انتخاب می‌کرد و آنها مورد تجاوز جنسی قرار داد، خفه کرد و پس از مرگ نیز به جسد آنان تجاوز کرد. تکاچ از دانش خود در مورد رویهٔ تحقیقات جنایی برای گمراه کردن سایر پلیس‌هایی که درمورد قتل‌های او تحقیق می‌کردند، استفاده کرد؛ مانند قربانیان خود را در نزدیکی خطوط راه‌آهن که اخیراً با قیر مرمت شده‌بودند انتخاب می‌کرد تا سگ‌های پلیس نتوانند به راحتی بوی آنها را تشخیص بدهند.

## دستگیری، محکومیت و حبس
در آگوست ۲۰۰۵، تکاچ در مراسم تشییع جنازه یکی از قربانیان خود شرکت کرد. کودکان حاضر نیز ادعا کردند که او را اندکی قبل از مرگ قربانی با او دیده‌اند. وی او در خانه‌اش در پولوهی دستگیر شد و به جنایات خود اعتراف کرد و ادعا کرد که تا زمان دستگیری بیش از ۱۰۰ نفر را کشته‌است و خواستار مجازات اعدام شد. در سال ۲۰۰۸، پس از یک سال محاکمه، تکاچ به دلیل قتل سی و هفت زن و دختر در بیش از دو دهه به حبس ابد محکوم شد.
در طول سال‌ها، پانزده مرد به‌خاطر برخی از قتل‌هایی که تکاچ مجرم شناخته شد، به اشتباه زندانی شده بودند که یکی از آنها خودکشی کرد و دیگری تا مارس ۲۰۱۲ آزاد نشد.
یک مستند نتفلیکس در سال ۲۰۱۸ با عنوان در سخت‌ترین زندان‌های جهان فاش کرد که تکاچ در زندان از زنی حدوداً بیست ساله که پس از خواندن مصاحبه‌ای در رسانه‌ها شیفتهٔ او شده بود، در زندان صاحب فرزند شد. او در سال ۲۰۱۵ با تکاچ ازدواج کرد که طبق مقررات حقوق بشر اجازه ملاقات زناشویی را داشت.

## مرگ
تکاچ در ۴ نوامبر ۲۰۱۸ در زندان شماره ۸ ژیتومیر، استان ژیتومیر، در همان جایی که دوران محکومیت خود را سپری کرد، درگذشت. علت مرگ نارسایی قلبی عنوان شده‌است. تکاچ در ۷ نوامبر توسط کارکنان زندان دفن شد، زیرا هیچ‌یک از بستگان وی برای تحویل گرفتن جسد وی حاضر نشدند.